# Acanthephyra eximia
Acanthephyra eximia är en kräftdjursart som beskrevs av Sidney Irving Smith 1884. Acanthephyra eximia ingår i släktet Acanthephyra och familjen Oplophoridae. Inga underarter finns listade i Catalogue of Life.